# Vruchtbaarheid
Vruchtbaarheid, fertiliteit, fecunditeit of voortplantingscapaciteit is het vermogen van een organisme – een dier of plant – om zich geslachtelijk voort te planten. Hiertegenover staat onvruchtbaarheid. 

## Dieren
In een populatie van een soort is het geboorteoverschot het verschil tussen vruchtbaarheid – het aantal nakomelingen of eieren per vrouwelijk individu in een tijdseenheid – en mortaliteit – de afname door sterfte van het aantal individuen in een tijdseenheid. De populatieomvang wordt bepaald door het geboorteoverschot en het emigratieoverschot. Hoewel alle recente organismen in potentie in staat zijn zich voort te planten met een snelheid die minstens gelijk is aan de snelheid waarmee individuen van de soort te gronde gaan (anders waren ze al uitgestorven, net zoals de organismen die daartoe niet in staat waren) verschilt het aantal mogelijke nakomelingen per cyclus en de daarvoor benodigde generatietijd enorm. 
Bacteriën hebben geen geslachtelijke voortplanting, dus er kan niet gesproken worden van vruchtbaarheid. Bacteriën kunnen zich onder gunstige omstandigheden elke 20 minuten delen, en dus hun aantal verdubbelen. 
Grote zoogdieren zoals walvissen, olifanten en de mens hebben voor een populatieverdubbeling 10 tot 20 jaar nodig.

### Menselijke vruchtbaarheid
De vruchtbaarheid van de man hangt samen met de hoeveelheid zaadcellen in het spermavocht, of ze correct gevormd zijn en met de activiteit van deze zaadcellen, of ze beweeglijk zijn of niet. Samen is dit de kwaliteit van het sperma. Zelfs bij een zeer vruchtbare man zijn lang niet alle zaadcellen beweeglijk genoeg om een bevruchting tot stand te brengen. Bij de vrouw rijpt vanaf de puberteit eenmaal per menstruatiecyclus van ongeveer 4 weken één eicel, die gedurende een periode van ongeveer 24 uur bevrucht kan worden. Mocht er geen bevruchting volgen, dan wordt alles wat als voorbereiding is opgebouwd weer afgebroken. Dit resulteert in de menstruatie.

## Planten

### Geslachtelijke voortplanting
Bloeiende of vruchtdragende planten zijn in het algemeen fertiel, terwijl planten zonder bloemen of vruchten steriel zijn. Planten hebben fertiele of vruchtbare organen als deze de functie bij de geslachtelijke voortplanting in de loop van de evolutie niet verloren hebben. Daartegenover staan de steriele organen zoals de staminodia, dit zijn steriele meeldraden. 

### Ongeslachtelijke voortplanting
"Fertiel" slaat bij mossen en varens op de aanwezigheid van sporenkapsels of sporendoosjes, organen voor de ongeslachtelijke voortplanting. Varens hebben "fertiele" (sporofyllen) en "steriele" bladeren (trofofyllen), afhankelijk van de aan- of afwezigheid van sporangia. Sporangia vaak gegroepeerd in sporangiënhoopjes.